# Мінська операція
Мінська операція проводилася радянськими військами проти нацистських сил на території східної частини Білоруської РСР в часі з 29 червня по 4 липня 1944 року, є складовою частиною операції «Багратіон». Наступ здійснювався силами Першого, Другого й Третього Білоруських за співдії Першого Прибалтійського фронту.

## Попередні обставини
Внаслідок Вітебсько-Оршанської, Бобруйської та Могильовської операцій для радянських військ створилися сприятливі умови. Проводилася одночасно з Полоцькою операцією.
Згідно із задумом Ставки Верховного Головнокомандування головний удар мав здійснюватися силами 11-ї гвардійської, 31-ї армії, 5-ї гвардійської танкової армії й 2-го гвардійського танкового корпусу із завданням протягом 30 червня — 1 липня подолати Березину та до кінця 2 липня зайняти Мінськ.
До кінця дня 28 липня Перший Прибалтійський фронт здійснював бойові дії на підходах до Полоцька та по лінії Заозер'є — Лепель, Дретунь — Ушачі — Лепель; частини Третього Білоруського фронту підійшли до річки Березина, перший Білоруський фронт вийшов на рубіж Свіслоч — Осиповичі.
Чисельність німецьких військ на початок операції складала 1,2 мільйона вояків, 9500 гармат й мінометів, 1350 літаків, 900 танків та штурмових гармат. На Мінський напрямок перекидаються дивізії для підкріплення групи армій «Центр», у тому числі танкові, і Данії та Норвегії, зі складу групи армій «Північ» та «Північна Україна».

## Перебіг боїв
Війська 3-го та 1-го Білоруського фронтів одночасно у напрямі, що сходився, здійснили удар по частинам противника, прямуючи до Мінська. По тому у співдії з підрозділами 2-го Білоруського фронту здійснювалося оточення центрального міста БРСР. У тому ж часі підрозділи 1-го Прибалтійського фронту разом з окремими з'єднаннями 2-го та 3-го Прибалтійських фронтів продовжили спроби швидкого просування в західному напрямі задля зайняття плацдармів для подальшого наступу та ліквідовували прибуваючу підмогу противника. Білоруські партизани створювали засади на шляхах відступу німецьких сил, знищували переправи та мости.
Протягом 29—30 червня підрозділи Третього Білоруського фронту вийшли до Березини, форсували та продовжили наступ на Мінськ. 29 червня від нацистських сил були звільнені села Домжериці, Рожно. Сильний опір німецькі війська здійснювали по лінії річки Свіслоч, куди спішно перекидаються підрозділи 12-ї танкової дивізії. Подолавши опір, радянські танкові з'єднання виходять до Пуховичів, частина сил починає обхід Мінська з півдня. Одночасно продовжувався наступ на Барановичі. Кавалерійські з'єднання у співдії з механізованими та загальновійськовими частинами долають опір противника на проміжних рубежах та 30 червня займають місто Слуцьк. Сили Другого Білоруського фронту вийшли в міжріччя Дніпра і Друті.
1 липня радянські війська займають місто Борисов.
2 липня 5-та гвардійська танкова армія вийшла основними силами до Острошицького Городка та розпочала бої на північних й північно-східних підступах до Мінська, 2-й гвардійський танковий корпус рухався до міста зі сходу. Підрозділи правого крила Третього Білоруського фронту обходять Мінськ з північного сходу, разом із партизанами в боях займають Вілейку, Красне та перетинають залізницю Мінськ — Вільнюс. Перший Білоруський фронт у боях займає Городею, Несвіж, Столбці та перетинають залізницю Мінськ — Барановичі.
На 3 липня німецький гарнізон Мінська, згідно з радянськими даними, становив 3 піхотні та 1 танкову дивізію, 3 полки СС й різні спецпідрозділи. 3 липня радянське танкове з'єднання 2-го гвардійського танкового корпусу (генерал Олексій Бурдейний) увірвалося та зав'язало бої в місті, північніше підійшли до Мінська частини 5-ї гвардійської танкової армії. З північного сходу в місто входить 1-й гвардійський танковий корпус (генерал Михайло Панов), за ними — загальновійськові з'єднання 3-ї армії (генерал Олександр Горбатов). Через певний час було здійснене оточення сил німецької 4-ї армії, загалом — 105 000 людей («Мінський котел»). Проте бої з оточеними підрозділами продовжувалися до 11 липня — східніше Мінська в лісисто-болотистій місцевості опинилися відрізаними підрозділи німецьких 12-го, 27-го армійських, 39-го танкового корпусу 4-ї армії, залишки 35-го армійського та 41-го моторизованого корпусів 9-ї армії.
4 липня радянські війська досягли рубежу озеро Нароч — Молодечно — Браслав — Сморгонь — Столбці — Клецьк.

## Наслідки
Згідно з радянськими даними, було вбито 70 000 німецьких військовиків і 35 000 потрапило до полону, ліквідовано значну групу сил противника.
Були створені сприятливі умови для радянського наступу в західному напрямі, ширина прориву на фронті становила до 400 км.
За участь у операції 52 частини та з'єднання вдостоєні почесних звань «Мінських», 13 частинам — «Борисівських», 8 — «Слуцьких».

## Відзначені званням Героя Радянського Союзу
- танкіст полковник Лосик Олег Олександрович
- гвардії майор льотчик Герасимов Сергій Дмитрович (посмертно)
- гвардії молодший лейтенант танкіст Фроликов Дмитро Георгійович